# Nossa Senhora do Perpétuo Socorro
Nossa Senhora do Perpétuo Socorro (Pronunciación portuguesa: [n'ósA señ'órA du perp'Etwu sok'oRu], "Virgen del Perpetuo Socorro") es un barrio del distrito de Sede, en el municipio de Santa Maria, en el estado brasileño de Río Grande del Sur. Está situado en el norte de Santa Maria.

## Villas
El barrio contiene las siguientes villas: Perpétuo Socorro, Vila do Carmo, Vila Getúlio Vargas, Vila Jane, Vila Neumayer, Vila Nossa Senhora do Perpétuo Socorro, Vila Tietze.

## Galería de fotos

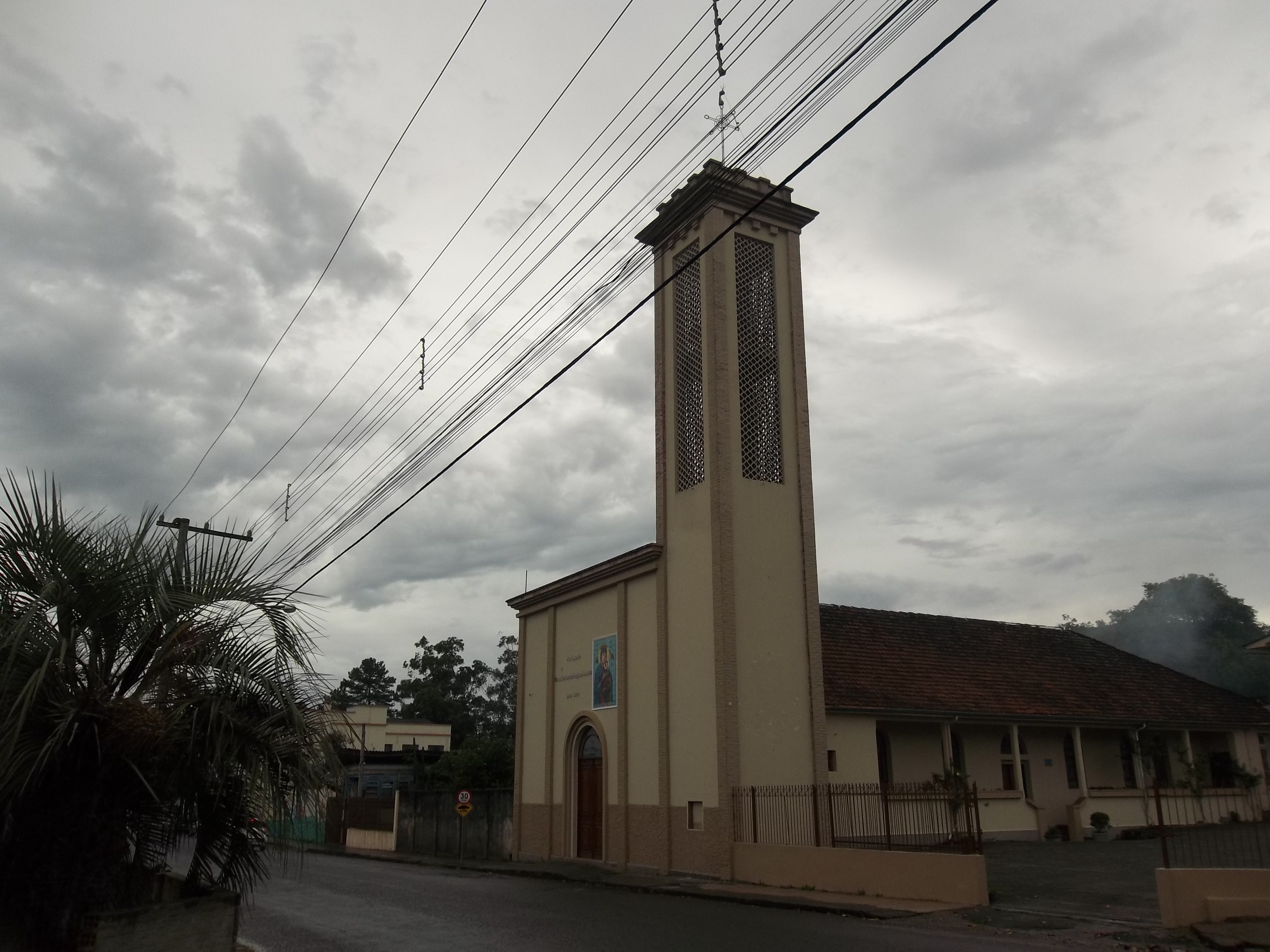
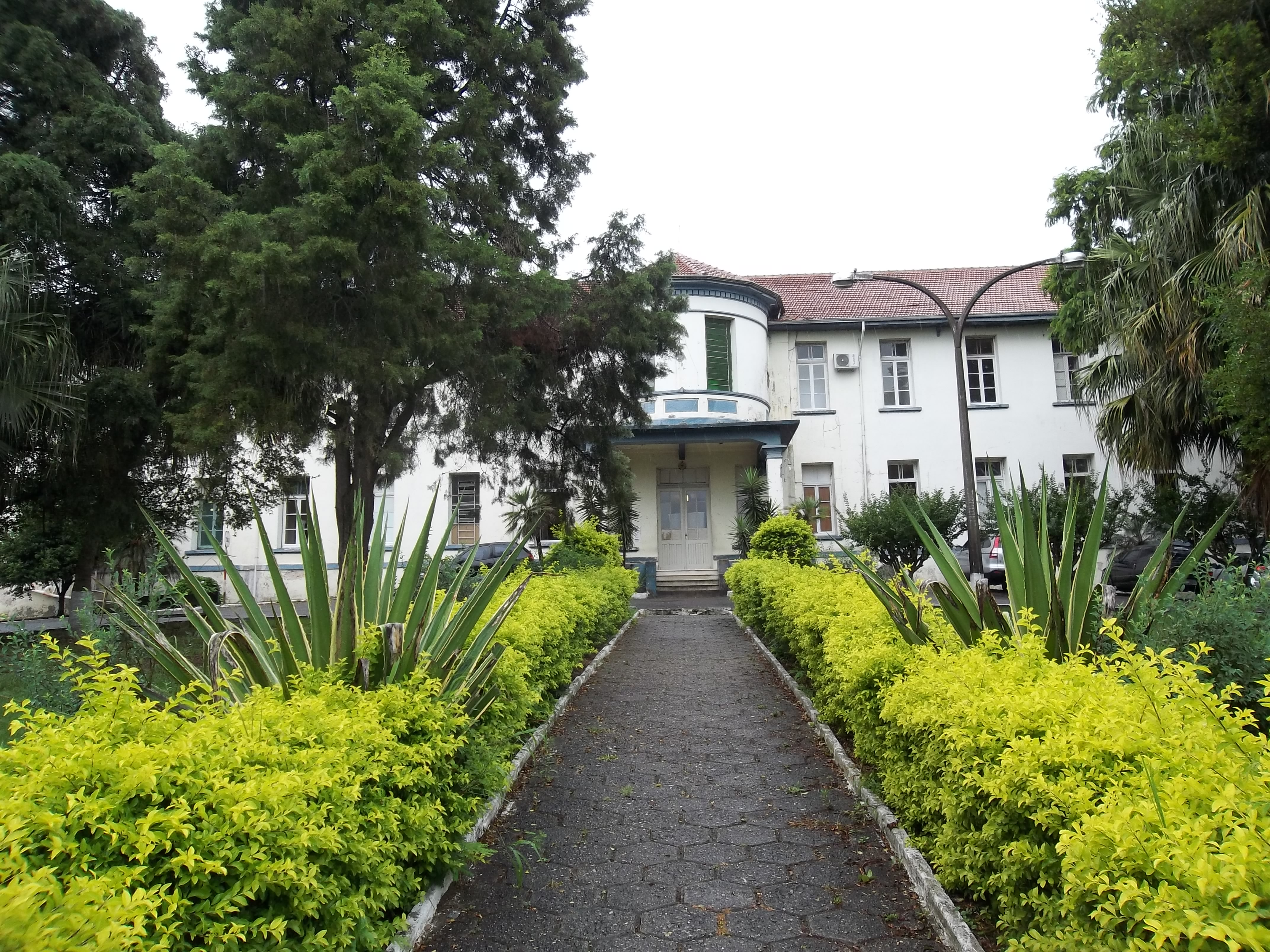
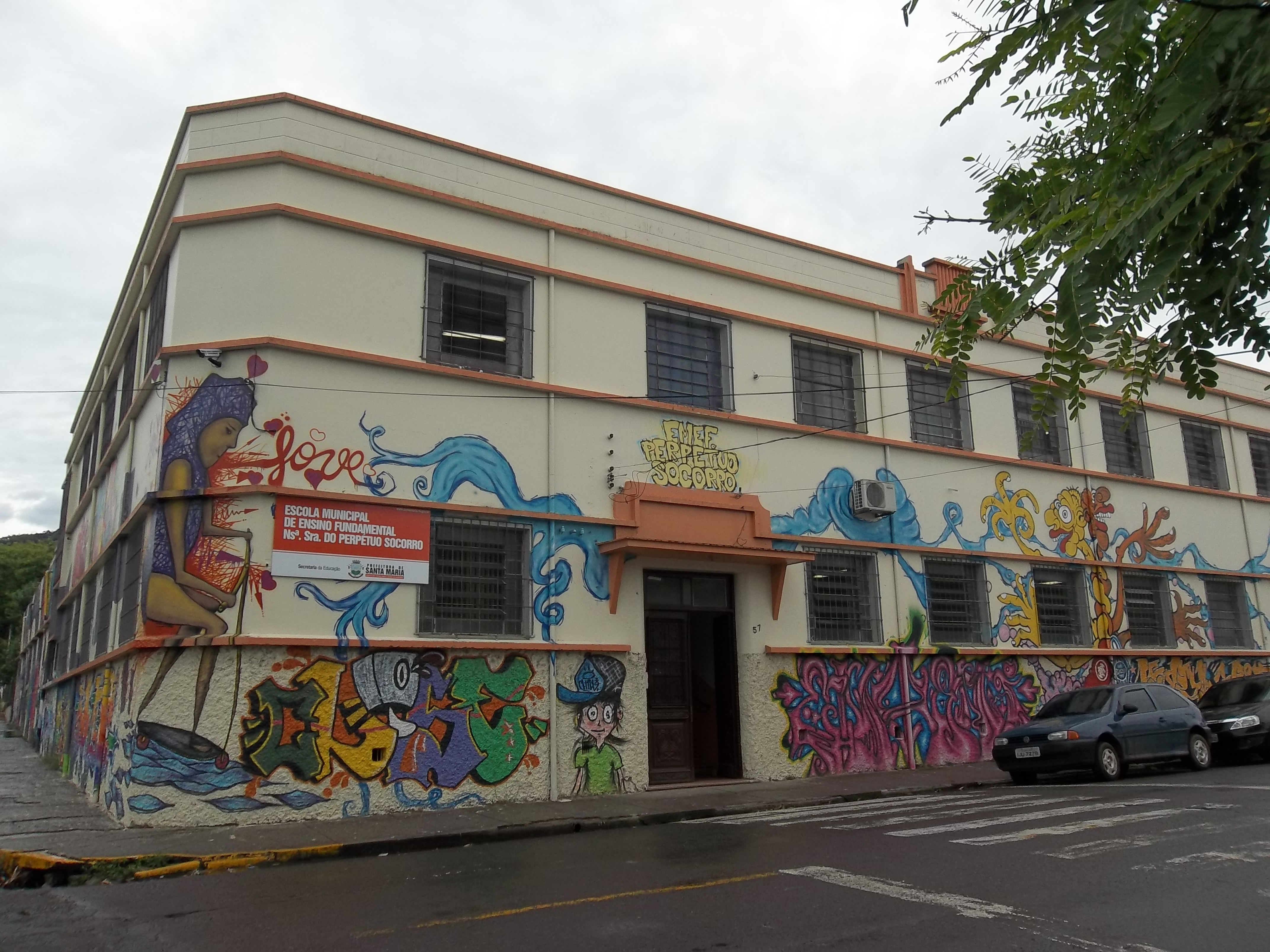

| Noroeste: Santo Antão            | Norte: Campestre do Menino Deus        | Nordeste: Campestre do Menino Deus |
| Oeste: Chácara das Flores        |                                        | Este: Campestre do Menino Deus     |
| Suroeste: Salgado Filho Carolina | Sur: Nossa Senhora do Rosário / Centro | Sureste: Itararé                   |